# Renault RE30C
La Renault RE30C è una monoposto di Formula 1 che ha gareggiato nel mondiale del 1983.

## Tecnica
Il modello C fu un semplice aggiornamento della precedente RE30B in funzione delle nuove norme FIA entrate in vigore nel 1983 (abolizione delle wing-car, modifica delle dimensioni di alettoni anteriori e posteriori e riduzione del peso minimo a 540 kg).

## Attività sportiva
La Renault RE30C ebbe vita brevissima: dopo i primi due GP (Brasile ed USA-West) fu subito sostituita dalla successiva RE40, studiata in funzione delle nuove norme e dotata di un più moderno telaio in fibra di carbonio e kevlar.

## Risultati completi
| Anno | Team               | Motore              | Gomme | Piloti  |     |     |  |  |  |  |  |  |  |  |  |  |  |  |  | Punti | Pos. |
| ---- | ------------------ | ------------------- | ----- | ------- | --- | --- |  |  |  |  |  |  |  |  |  |  |  |  |  | ----- | ---- |
| 1983 | Equipe Renault Elf | Renault-Gordini EF1 | M     | Prost   | 7   |     |  |  |  |  |  |  |  |  |  |  |  |  |  | 0     | 2º   |
| 1983 | Equipe Renault Elf | Renault-Gordini EF1 | M     | Cheever | Rit | 13* |  |  |  |  |  |  |  |  |  |  |  |  |  | 0     | 2º   |

| Legenda | 1º posto     | 2º posto | 3º posto    | A punti         | Senza punti/Non class.  | Grassetto – Pole position Corsivo – Giro più veloce |
| Legenda | Squalificato | Ritirato | Non partito | Non qualificato | Solo prove/Terzo pilota | Grassetto – Pole position Corsivo – Giro più veloce |

(*) Indica quei piloti che non hanno terminato la gara ma sono ugualmente classificati avendo coperto, come previsto dal regolamento, almeno il 90% della distanza totale.